# Gondol (korg)
För andra betydelser, se Gondol (olika betydelser).

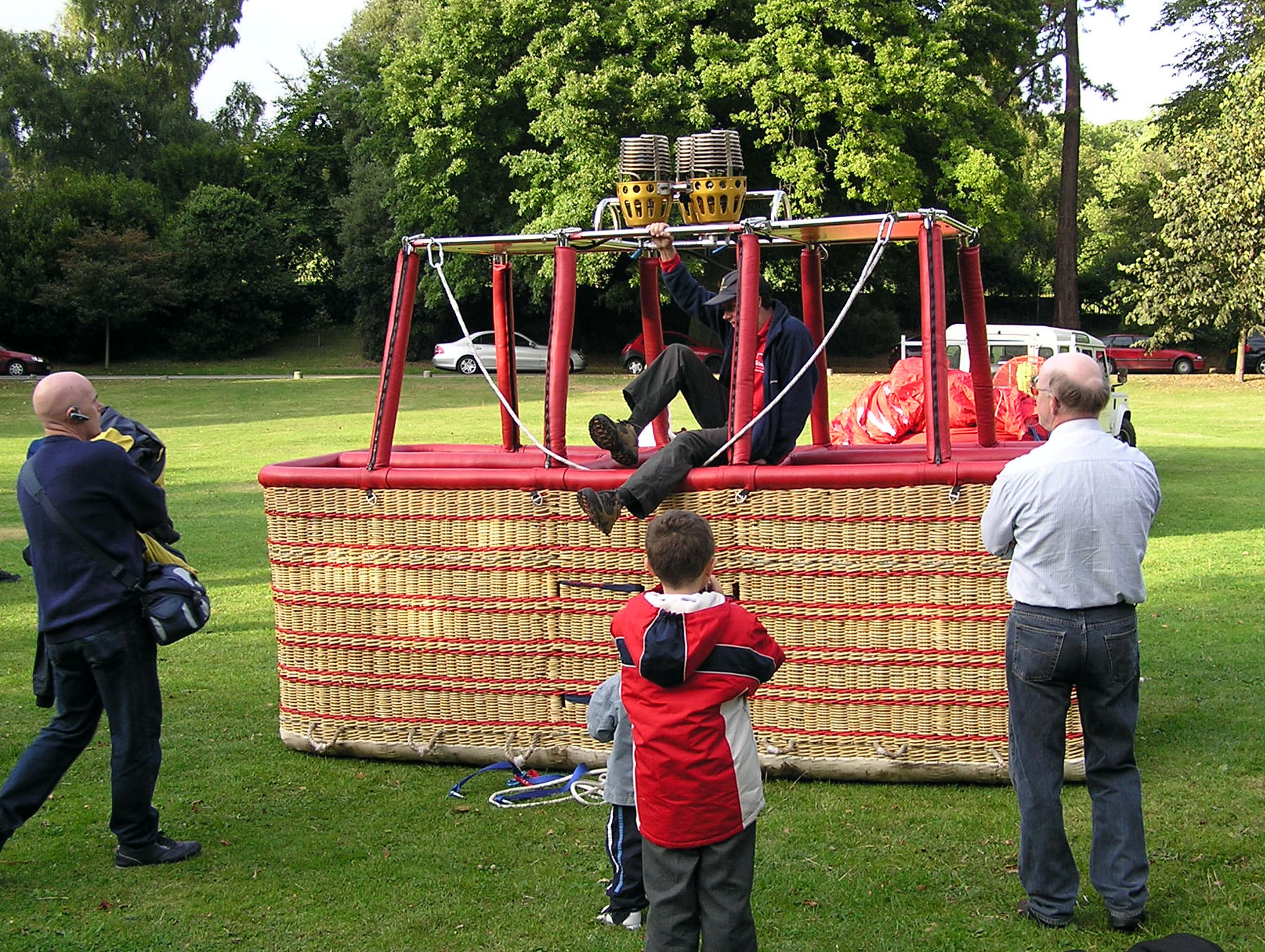
En gondol av rotting med plats för 16 personer.

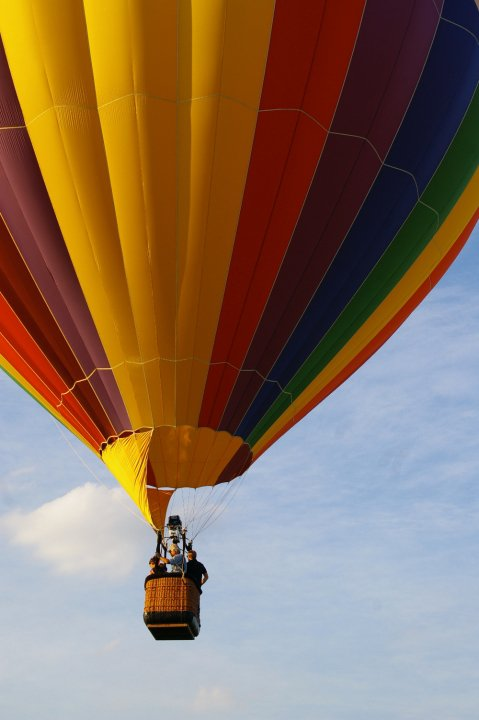
En varmluftsballong med gondol.

En gondol eller ballongkorg är ett utrymme för passagerare och besättning i en luftballong. Den är oftast tillverkad i korgflätning av pil eller rotting som tål en omild landning.
Den bärande konstruktionen i en flätad gondol består av trä (ekplankor) och kraftiga stålvajrar som sitter ihop med ballongen. De flätade naturmaterialen är lätta och starka och flexibla vid landning.
En gondol till en varmluftsballong kan rymma allt från två till 30 personer och kan vara indelad i sektioner. Hopfällbara gondoler  tillverkas av aluminiumrör med ett hölje av kraftigt tyg och gondoler i formgjuten plast har också börjat användas.

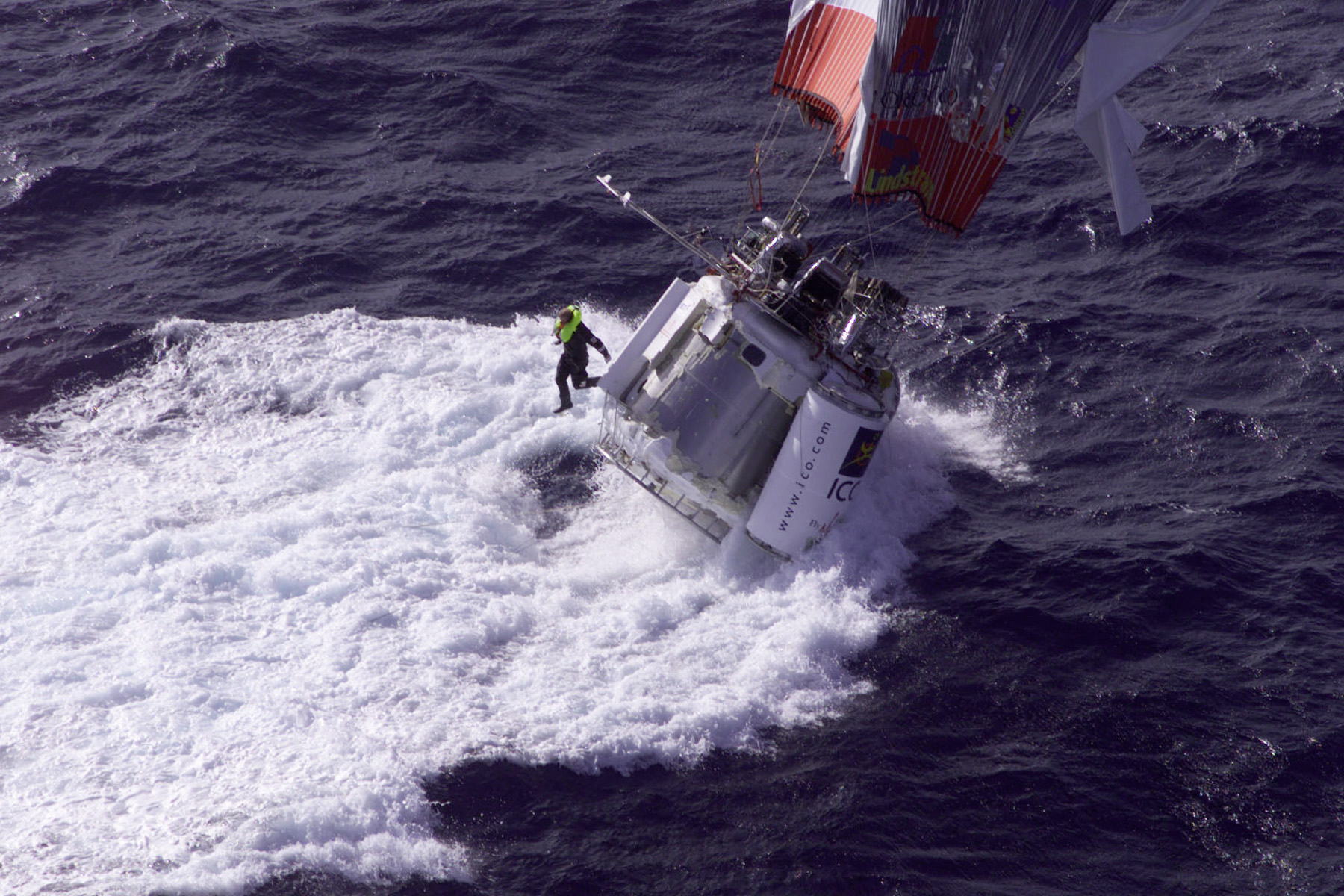
Ballongkorg från ett försök att flyga jorden runt år 1998.

Speciellt utformade gondoler används till rekordförsök. Vid höghöjdsförsök är de trycksatta och försedda med syrgas och system för att ta bort koldioxid och fukt.